# 申維岱
申維岱（1530年—？），字國鎮，又字國禎，直隸遵化衛人，官籍，明朝政治人物。

## 生平
嘉靖三十七年（1558年）戊午科順天府鄉試第十名舉人。嘉靖四十四年（1565年）中式乙丑科會試第三百九十五名，三甲第二百一十三名進士。吏部观政。本年十二月授河南安阳县知县。隆慶三年（1569年）四月升南兵部主事。四年三月调兵部。六年七月升员外。十月升郎中。萬曆三年（1575年）二月升临洮府知府。六年四月升陕西苑马寺少卿。八年二月升陕西副使。闰四月升苑马寺卿。五月丁忧。十二年八月复除山西行太仆寺卿。十七年四月升山西按察使。

## 家族
曾祖申宣，指揮僉事贈明威將軍；祖父申大節，參將贈鎮國將軍；父申元勛，提督贈明威將軍進階昭勇将軍。母劉氏（封恭人，累封太淑人）。兄申维岳（总兵）。